# 1991年NBA选秀
1991年NBA选秀（英語：1991 NBA Draft）于1991年6月26日在美國纽约州纽约市举行。在这次选秀中，迪肯贝·穆托姆博被认为是最佳选择，他后来成为联盟历史上最伟大的防御型中锋之一。他是4次NBA最佳防守球员奖的主，8次入选全明星，在联盟中打球长达18个赛季。
状元签拉里·约翰逊赢得了1992年的NBA最佳新秀奖，并两次入选全明星，他是首个代表夏洛特黄蜂队进入全明星的球员。但是，在交易到纽约尼克斯后，他的数据显著下滑，持续的背伤更削弱了他的发挥。由于长期的背伤问题，他于2001年退役。
其他知名新秀球员还包括：肯尼·安德森、史蒂夫·史密斯、特里尔·布兰登、戴尔·戴维斯和克里斯·加特林。他们都入选过一次全明星，布兰登则入选过两次。
其他首轮选秀球员都没有太多建树。比利·欧文斯被沙加緬度國王选中，但拒绝同他们签约。他被交易到金州勇士，换得高得分后卫米奇·里奇蒙德，这场交易成为NBA历史上明显一方获利的交易之一。比起欧文并不出众的表现，里奇蒙德六次入选NBA全明星，还是1989年NBA最佳新秀。卢克·朗利在为芝加哥公牛获得了三次NBA总冠军，同时还是在NBA打球场次最多的澳大利亚人。
截至2011年，本次选秀参加者中有两人亡故：鲍比·菲尔斯和毕森·德勒（选秀时名为布莱恩·威廉姆斯，后更名）。菲尔斯死于一起涉及队友大卫·韦斯利的车祸。德勒则在2002年7月在南太平洋失踪，法国当局宣称德勒的兄弟谋杀了他及他的女友，并从他们乘坐的双体船中抛尸水中。德勒的兄弟在2002年9月自杀。
本次选秀也是在2001年之前最后一次在纽约市举行的选秀。

## 图例
| G | 后卫 | PG | 控球后卫 | SG | 得分后卫 | F | 前锋 | SF | 小前锋 | PF | 大前锋 | C | 中锋 |

| ^ | 表示此球员已被列入篮球名人堂                 |
| * | 表示此球员被选入参加全明星赛并进入全明星阵容 |
| + | 表示此球员被选入参加全明星赛                 |
| x | 表示此球员进入全明星阵容                     |
| # | 表示此球员从未在NBA打球                      |

## 第一轮
| 顺位 | 球员名                    | 国籍   | NBA球队                                                | 学校/俱乐部                        |
| ---- | ------------------------- | ------ | ------------------------------------------------------ | ---------------------------------- |
| 1    | 拉里·约翰逊*（PF）        | 美国   | 夏洛特黄蜂                                             | 内华达大学拉斯维加斯分校（四年级） |
| 2    | 肯尼·安德森+（PG）        | 美国   | 布鲁克林篮网                                           | 佐治亚理工学院（二年级）           |
| 3    | 比利·欧文斯（SF）         | 美国   | 沙加緬度國王（交易到金州勇士）                         | 雪城大學（三年级）                 |
| 4    | 迪肯贝·穆托姆博*（C）     |        | 丹佛掘金                                               | 乔治城大学（四年级）               |
| 5    | 史蒂夫·史密斯+（SG）      | 美国   | 迈阿密热火                                             | 密西根州立大學（四年级）           |
| 6    | 道格·史密斯（PF）         | 美国   | 达拉斯小牛                                             | 密苏里大学（四年级）               |
| 7    | 卢克·朗利（C）            |        | 明尼苏达森林狼                                         | 新墨西哥大學（四年级）             |
| 8    | 马克·麦考恩（SG）         | 美国   | 丹佛掘金（来自华盛顿奇才）                             | 天普大學（四年级）                 |
| 9    | 斯特西·奥格蒙（SG/SF）    | 美国   | 亚特兰大老鹰（来自洛杉矶快船）                         | 内华达大学拉斯维加斯分校（四年级） |
| 10   | 布莱恩·威廉姆斯（PF/C）   | 美国   | 奥兰多魔术                                             | 亚利桑那大学（三年级）             |
| 11   | 特里尔·布兰登+（PG）      | 美国   | 克里夫兰骑士                                           | 俄勒岡大學（三年级）               |
| 12   | 格雷格·安东尼（PG）       | 美国   | 纽约尼克斯                                             | 内华达大学拉斯维加斯分校（四年级） |
| 13   | 戴尔·戴维斯+（PF）        | 美国   | 印第安纳步行者                                         | 克莱门森大学（四年级）             |
| 14   | 瑞奇·金（C）              | 美国   | 西雅图超音速                                           | 内布拉斯加大学林肯分校（四年级）   |
| 15   | 安东尼·埃文特（PF）       | 美国   | 亚特兰大老鹰                                           | 薛顿贺尔大学（四年级）             |
| 16   | 克里斯·加特林+（PF）      | 美国   | 金州勇士（来自费城76人）                               | 奥多明尼昂大学（四年级）           |
| 17   | 维克多·亚历山大（C）      | 美国   | 金州勇士                                               | 艾奥瓦州立大学（四年级）           |
| 18   | 凯文·布鲁克斯（SF）       | 美国   | 密尔沃基雄鹿                                           | 路易斯安那大学拉法叶分校（四年级） |
| 19   | 拉布莱德福德·史密斯（SG） | 美国   | 华盛顿子弹（来自底特律活塞，经手达拉斯小牛和丹佛掘金） | 路易斯維爾大學（四年级）           |
| 20   | 约翰·特纳（PF）           | 美国   | 休斯敦火箭                                             | 菲利浦大学（四年级）               |
| 21   | 埃里克·默多克（PG）       | 美国   | 犹他爵士                                               | 普洛威顿斯学院（四年级）           |
| 22   | 勒朗·艾利斯（PF）         | 美国   | 洛杉矶快船（来自菲尼克斯太阳，来自西雅图超音速）       | 雪城大學（四年级）                 |
| 23   | 斯坦利·罗伯茨（C）        | 美国   | 奥兰多魔术（来自圣安东尼奥马刺）                       | 路易斯安那州立大學                 |
| 24   | 里克·福克斯（SF）         | 加拿大 | 波士顿凯尔特人                                         | 北卡罗来纳大学教堂山分校（四年级） |
| 25   | 肖恩·范蒂弗尔             | 美国   | 金州勇士（来自洛杉矶湖人）                             | 科羅拉多大學博爾德分校（四年级）   |
| 26   | 马克·兰道尔（PF）         | 美国   | 芝加哥公牛                                             | 堪萨斯大学（四年级）               |
| 27   | 皮特·奇尔卡特（PF）       | 美国   | 沙加緬度國王（来自波特兰开拓者）                       | 北卡罗来纳大学教堂山分校（四年级） |

## 第二轮
| 顺位 | 球员名                 | 国籍            | NBA球队                                                        | 学校/俱乐部名                    |
| ---- | ---------------------- | --------------- | -------------------------------------------------------------- | -------------------------------- |
| 28   | 凯文·林奇（G/F）       | 美国            | 夏洛特黄蜂（来自丹佛掘金）                                     | 明尼苏达大学                     |
| 29   | 乔治·艾克尔斯（C/PF）  | 美国            | 迈阿密热火                                                     | 内华达大学拉斯维加斯分校         |
| 30   | 罗德尼·门罗（G/F）     | 美国            | 亚特兰大老鹰（来自沙加緬度國王）                               | 北卡罗来纳州立大学               |
| 31   | 兰迪·布朗（PG）        | 美国            | 沙加緬度國王（来自新泽西篮网）                                 | 新墨西哥州立大學                 |
| 32   | 查德·加拉格尔（C）     | 美国            | 菲尼克斯太阳（来自夏洛特黄蜂）                                 | 克瑞顿大学                       |
| 33   | 唐纳德·霍吉（C）       | 美国            | 达拉斯小牛                                                     | 天普大學                         |
| 34   | 迈隆·布朗（G）         | 美国            | 明尼苏达森林狼                                                 | 宾夕法尼亚州滑石大学             |
| 35   | 迈克·尤佐力诺（G）     | 美国            | 达拉斯小牛（来自华盛顿奇才，经手沙加緬度國王）                 | 圣弗朗西斯大学                   |
| 36   | 克里斯·科尔奇亚尼（G） | 美国            | 奥兰多魔术                                                     | 北卡罗来纳州立大学               |
| 37   | 艾利奥特·佩里（PG）    | 美国            | 洛杉矶快船                                                     | 孟菲斯州立大学                   |
| 38   | 乔·威利（PF）          | 美国            | 洛杉矶快船（来自克里夫兰骑士）                                 | 邁阿密大學                       |
| 39   | 吉米·奥利弗（G/F）     | 美国            | 克里夫兰骑士（来自纽约尼克斯，经手夏洛特黄蜂）                 | 普渡大學                         |
| 40   | 道格·欧沃顿（PG）      | 美国            | 底特律活塞（来自西雅图超音速）                                 | 拉塞尔大学                       |
| 41   | 肖恩·格林（F/G）       | 美国            | 印第安纳步行者                                                 | 爱纳大学                         |
| 42   | 史蒂夫·胡德（SF）      | 美国            | 沙加緬度國王（来自亚特兰大老鹰）                               | 詹姆斯·麦迪逊大学                |
| 43   | 拉蒙特·斯特罗瑟（G）   | 美国            | 金州勇士                                                       | 克里斯特佛尔纽波特大学           |
| 44   | 阿尔瓦罗·特哈冉（C）   | 哥伦比亚        | 费城76人                                                       | 休士頓大學                       |
| 45   | 鲍比·菲尔斯（SG）      | 美国            | 密尔沃基雄鹿                                                   | 南方大学                         |
| 46   | 理查德·杜马斯（F）     | 美国            | 菲尼克斯太阳（来自底特律活塞）                                 | 奧克拉荷馬州立大學               |
| 47   | 基斯·休斯（PF）        | 美国            | 休斯敦火箭                                                     | 罗格斯大学                       |
| 48   | 伊萨克·奥斯丁（C）     | 美国            | 犹他爵士                                                       | 亞利桑那州立大學                 |
| 49   | 格雷格·萨顿（G）       | 美国            | 圣安东尼奥马刺                                                 | 奥罗·罗伯特大学                  |
| 50   | 乔伊·怀特（SG）        | 美国            | 菲尼克斯太阳                                                   | 德克薩斯州大學奧斯汀分校         |
| 51   | 让·塔巴克（C）         | 南斯拉夫 · ( ） | 休斯敦火箭（来自波士顿凯尔特人，经手新泽西篮网和克里夫兰骑士） | KK Split（南斯拉夫，今克罗地亚） |
| 52   | 安东尼·琼斯（SF）      | 美国            | 洛杉矶湖人                                                     | 奥罗·罗伯特大学                  |
| 53   | 冯·迈克戴德（SG）      | 美国            | 新泽西篮网（来自芝加哥公牛）                                   | 威斯康星大学密尔沃基分校         |
| 54   | 马科斯·肯尼迪（PF）    | 美国            | 波特兰开拓者                                                   | 东密歇根大学                     |

## 知名非选秀球员
- 达雷尔·阿姆斯特朗（PG），费耶特维尔州立大学（英语：Fayetteville State University）
- 大卫·班诺特（SF），阿拉巴马大学
- 马蒂·康伦（PF），普洛威顿斯学院
- 约翰·克罗蒂（PG），弗吉尼亚大学
- 罗伯特·派克（PG），南加州大学
- 安德森·环特（英语：Anderson Hunt）（G），内华达大学拉斯维加斯分校
- 凯文·布拉德肖（英语：Kevin Bradshaw）（G），亞萊恩國際大學，NCAA得分王